# Elverdissen
Elverdissen is een plaats in het zuiden van de Duitse gemeente Herford, deelstaat Noordrijn-Westfalen, en telt 4.158 inwoners (31 december 2015). Het is, op de stad Herford zelf na, de grootste plaats in de gemeente. Tot Elverdissen behoren de volgende gehuchten:
- Hillewalsen
- Hillewalserbaum
- Herforder Heide (alle drie ten noorden van het hoofddorp)
- Helle, aan de zuidkant
- Elsen
- Brake II, beide ten westen van het hoofddorp.

De lijnbus van Herford-centrum naar Bielefeld v.v. rijdt door Elverdissen.
Elverdissen is in de 12e eeuw ontstaan uit diverse gehuchten, waarvan Hillewalsen het eerst in een document voorkomt.
Te Elverdissen zijn enkele van de belangrijkste ondernemingen van de gemeente Herford gevestigd. Het beursgenoteerde Ahlers AG met hoofdkantoor in Elverdissen produceert en verhandelt er herenkleding en bezit het recht, de naam Pierre Cardin daarvoor te gebruiken. Op de grens met de gemeentes Bielefeld en Bad Salzuflen, dicht bij de afritten 28 en 29 van de Autobahn A2, ligt een intercommunaal bedrijventerrein met vooral logistieke centra, transport- en opslagbedrijven, groothandels e.d.

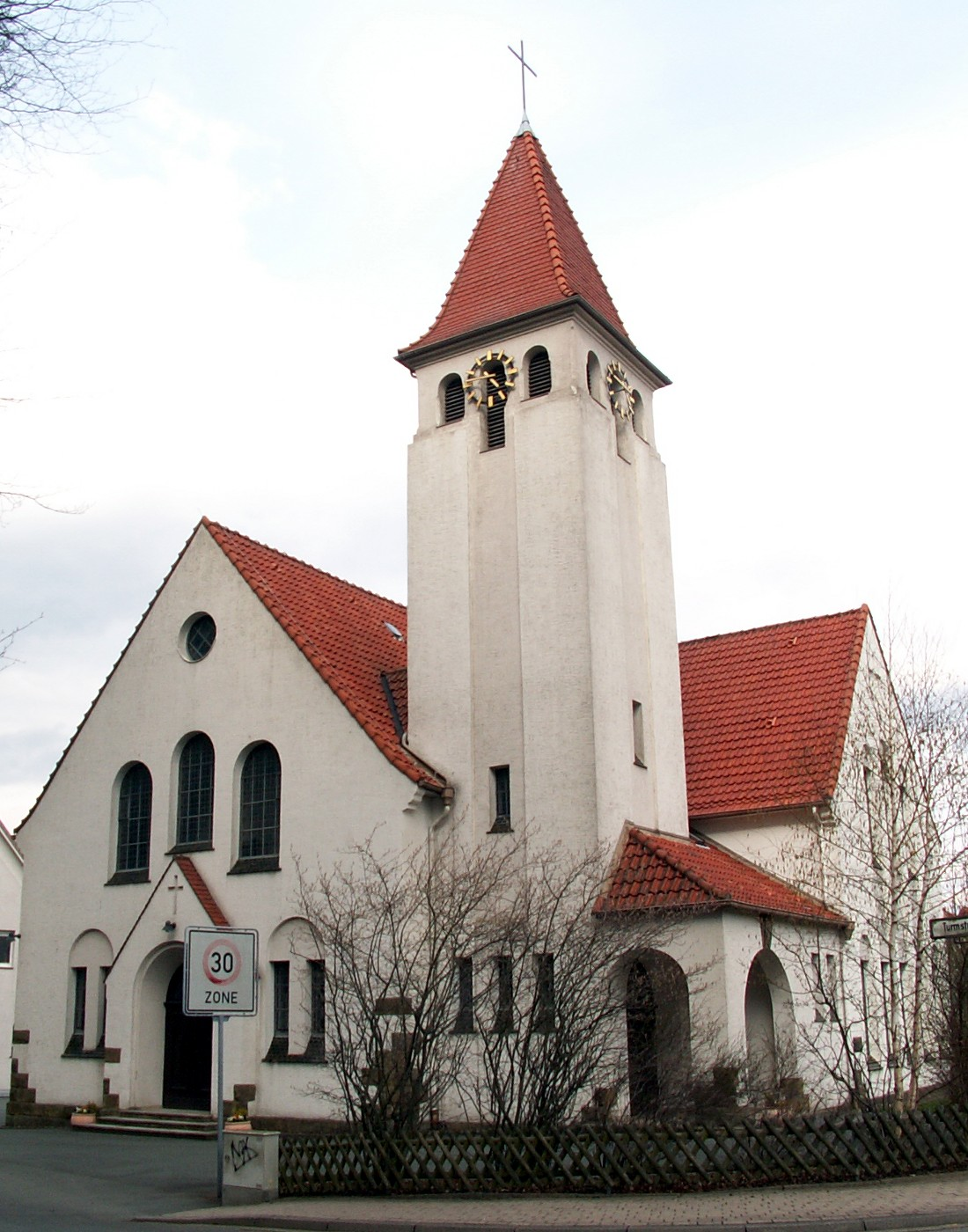
Vredeskerk (1914), evang.-luthers